# Nicolești (okręg Braiła)
Nicolești – wieś w Rumunii, w okręgu Braiła, w gminie Berteștii de Jos. W 2011 roku liczyła 5 mieszkańców.